# 42776 Casablanca
42776 Casablanca este o planetă minoră (asteroid), cu un diametru de 10,491 km, din centura de asteroizi. A fost descoperită pe 18 octombrie 1998 la Observatorul European Austral de Eric Walter Elst și a fost numită după Casablanca. 
Obiectul prezintă o orbită caracterizată de o semiaxă mare de 3,1633701258548 UAi, o excentricitate de 0,04, o înclinație de 10,3 ° în raport cu ecliptica.